# Революционный комитет Автономной Чувашской области

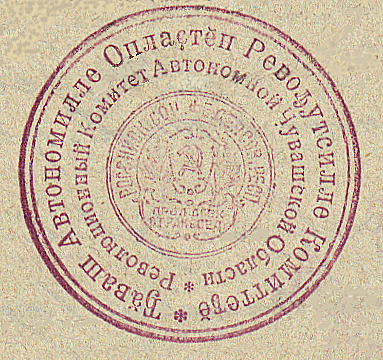
Печать Ревком ЧАО

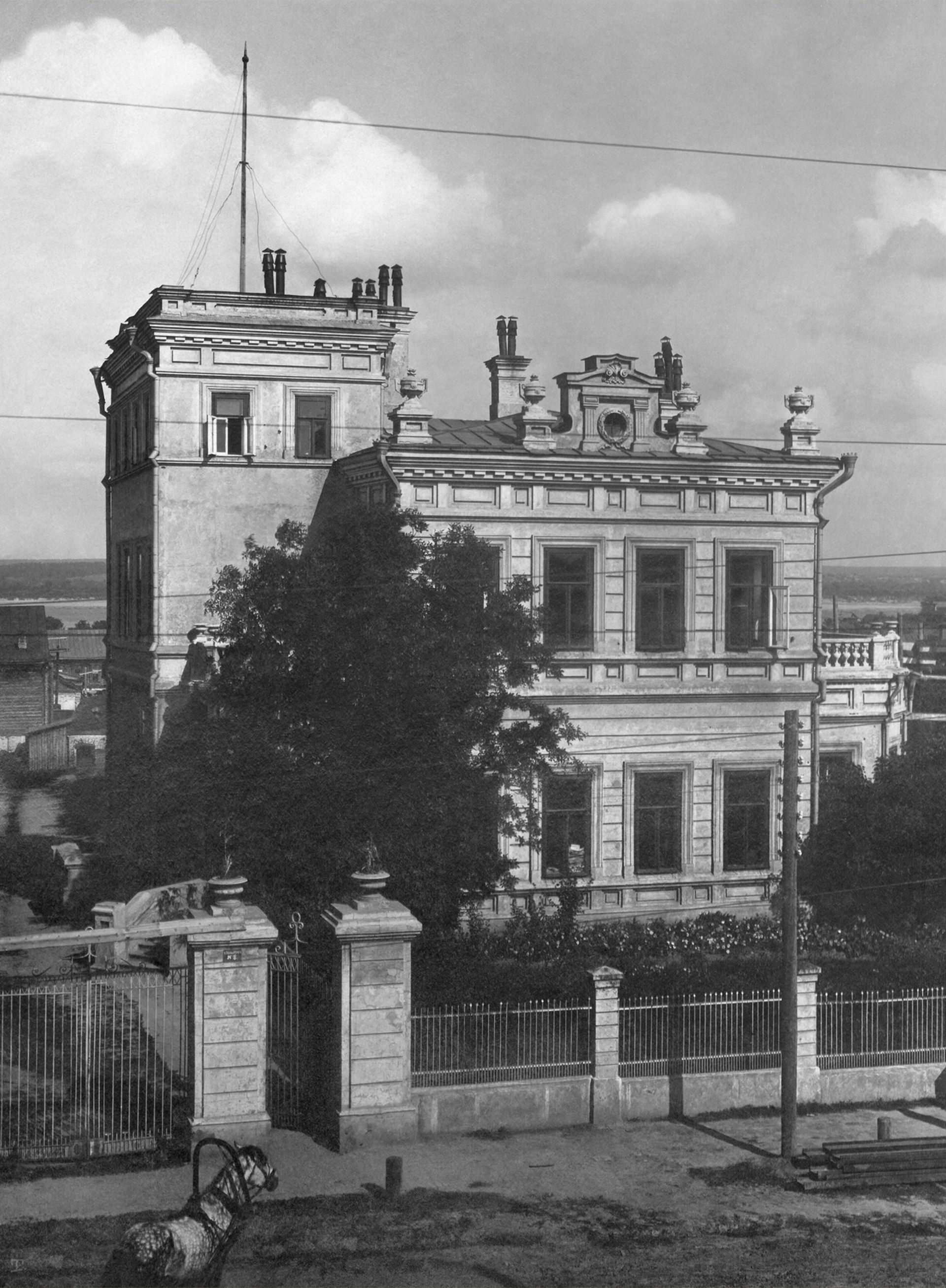
Дом купца Н. П. Ефремова, г. Чебоксары. В 1920 г. в здании размещался Ревком Чувашской АО. Фото 1930-х гг.

Революционный комитет Чувашской автономной области (Ревком ЧАО) - временный орган государственной власти и управления Чувашской областью.

## История
Образован Декретом ВЦИК и СНК РСФСР от 24 июня 1920 «Об Автономной Чувашской области». Состав Ревкома утверждён организационным бюро ЦК РКП(б) 24 июня и ВЦИК 1 июля 1920 года: председатель Д. С. Эльмень, члены Л. М. Лукин и В. А. Алексеев, а также председатели Чебоксарского уездного исполкома И. А. Крынецкий и уездного комитета РКП(б) Я. П. Соснин.
Вступил в исполнение своих обязанностей по управлению областью 6 июля 1920 года. В течение июля-сентября проделал большую организационную работу по принятию в ЧАО уездов и волостей с чувашским населением из Казанской и Симбирской губерний. Образовал постоянные органы власти области: отделы управления, народного образования, финансов, земледелия, юстиции и ревтрибунал, здравоохранения, труда, социального обеспечения, народной связи, коммунальный, продовольственный комитет, совет народного хозяйства, военный комиссариат, чрезвычайную комиссию по борьбе с контрреволюцией, спекуляцией и преступлением по должности, РКИ. Подготовил созыв 1-го областного съезда Советов ЧАО, состоявшегося 8-11 ноября 1920. 13 ноября 1920 передал свои полномочия исполнительному комитету Советов ЧАО, избранному на съезде.
Печатный орган — «Известия Революционного Комитета Автономной Чувашской области» (ныне — «Советская Чувашия»), 1-й номер которого вышел 11 июля 1920 года.